# Thành bang
Thành bang (tiếng Anh: city-state, tiếng Trung: 城邦), thị quốc (tiếng Trung: 市国), thành quốc (tiếng Trung: 城國) hay thành phố-quốc gia (tiếng Trung: 城市国家; Hán-Việt: thành thị quốc gia, hay tiếng Trung: 都市國家; Hán-Việt: đô thị quốc gia) là một thực thể độc lập hoặc tự trị, không do một chính quyền địa phương khác quản lý cho dù lãnh thổ của chính quyền đó bao gồm thực thể này và có thể là vùng lãnh thổ bao quanh nó. Encyclopædia Britannica định nghĩa thành bang là một hệ thống chính trị bao gồm một thành phố độc lập có chủ quyền đối với lãnh thổ tiếp giáp và đóng vai trò là trung tâm và nhà lãnh đạo đời sống chính trị, kinh tế và văn hóa. Thuật ngữ tiếng Anh city-state bắt nguồn từ xứ Anh và được sử dụng lần đầu vào năm 1847.
Trong lịch sử từng tồn tại nhiều thành bang. Cổ xưa nhất phải kể đến các thành bang Uruk và Ur của người Sumer; Thebes và Memphis của người Ai Cập cổ đại; Týros và Sidon của người người Phoenicia; Garamantes của người Berber; các thành bang Hy Lạp như Athens, Sparta, Thebes và Korinthos; Cộng hòa La Mã (từ một thành bang mà vươn lên thành siêu cường); các thành bang của nền văn minh Maya, Aztec và các nền văn minh ở Trung Bộ châu Mỹ giai đoạn tiền Colombo, có thể kể ra đây là Chichén Itzá, Tikal, Monte Albán và Tenochtitlan; các thành bang nằm dọc Con đường tơ lụa ở Trung Á; Venezia; Ragusa,... Các học giả cũng đã phân loại các thành phố thuộc địa thời Trung cổ của người Viking tại đảo Ireland - trong đó quan trọng nhất là Dublin - là thành bang.
Bên trong lãnh thổ của Đế quốc La Mã Thần thánh ở bên kia dãy Anpơ là Các thành phố Đế quốc Tự do. Đây là những thực thể được hưởng quyền tự trị đáng kể, chưa kể lại còn được luật Lübeck tạo cơ sở về mặt pháp lý. Vào thế kỷ 19, một số thành phố tuy là thành viên của các liên minh khác nhau nhưng vẫn chính thức trở thành thành bang, chẳng hạn Bang Thành phố Basel (1833–48), Thành phố tự do hanse Bremen, (lần đầu: 1806–11, lần sau: 1813–71), Thành phố tự do Frankfurt (1815–66), Bang Genève (1813–48), Hamburg (lần đầu: 1806–11, lần sau: 1814–71) và Thành phố tự do và hanse Lübeck (lần đầu: 1806–11, lần sau: 1813–71). Một thành bang khác (tuy không có chủ quyền) là Tây Berlin (1948–1990), vốn là một bang hợp pháp và độc lập với các bang khác, do Các đồng minh phương Tây cai trị). Các đồng minh phương Tây cho phép Tây Berlin được tổ chức nội bộ dưới dạng một bang đồng thời là một thành phố với tên gọi chính thức là Berlin (Tây). Mặc dù Tây Berlin duy trì quan hệ chặt chẽ với Tây Đức nhưng trong giai đoạn này nó không phải là một bộ phận hợp pháp của Tây Đức.
Hiện nay, nhiều thành bang - mặc dù biên giới có phần đã thay đổi - vừa nhắc đến ở trên vẫn tiếp tục là thành bang bên trong Cộng hòa Liên bang Đức và Liên bang Thụy Sĩ hiện đại.
Khi nhắc đến hình mẫu về nền văn hóa thành bang trong lịch sử loài người, có thể kể đến các thành bang Hy Lạp cổ đại và các thành bang thương mại ở nước Ý Phục hưng. Tuy nhiên, các thực thể chính trị nhỏ bé này thường chỉ tồn tại trong giai đoạn ngắn do chúng thiếu nguồn tài nguyên để tự vệ trước sự tấn công của các nước lớn hơn.

## Thành bang độc lập

### Monaco

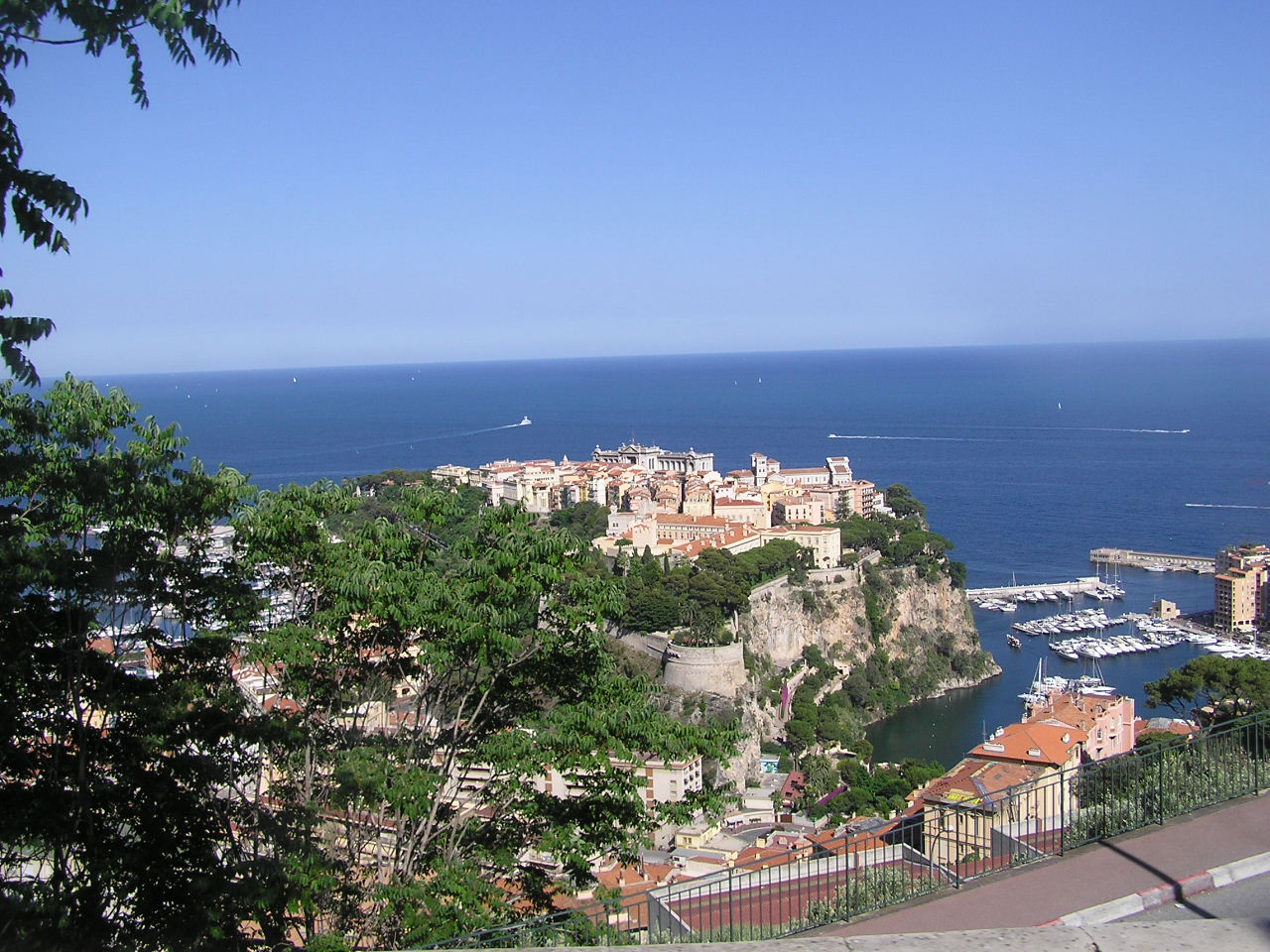
Quang cảnh Monaco

Thân vương quốc Monaco là một thành bang độc lập. Thân vương quốc Monaco và thành phố Monaco (mỗi thực thể có quyền lực cụ thể) quản lý cùng một lãnh thổ. Ngày 28 tháng 6 năm 1919, Pháp và Monaco ký một hiệp ước, theo đó chính sách của Monaco sẽ định hướng cho phù hợp với lợi ích chính trị, quân sự và kinh tế của Pháp. Năm 1993, Monaco trở thành thành viên của Liên Hợp Quốc với quyền bỏ phiếu đầy đủ. Năm 2002, Pháp và Monaco ký hiệp ước mới nêu rõ rằng nếu Monaco không có người thừa kế làm chủ triều đình thì công quốc này vẫn tồn tại với tư cách quốc gia độc lập thay vì trở về với Pháp như điều khoản của hiệp ước cũ quy định. Tuy vậy, Pháp vẫn đảm trách nhiệm vụ bảo vệ Monaco. Ngày 16 tháng 2 năm 2006, Monaco tiếp nhận đại sứ Pháp đầu tiên.

### Singapore

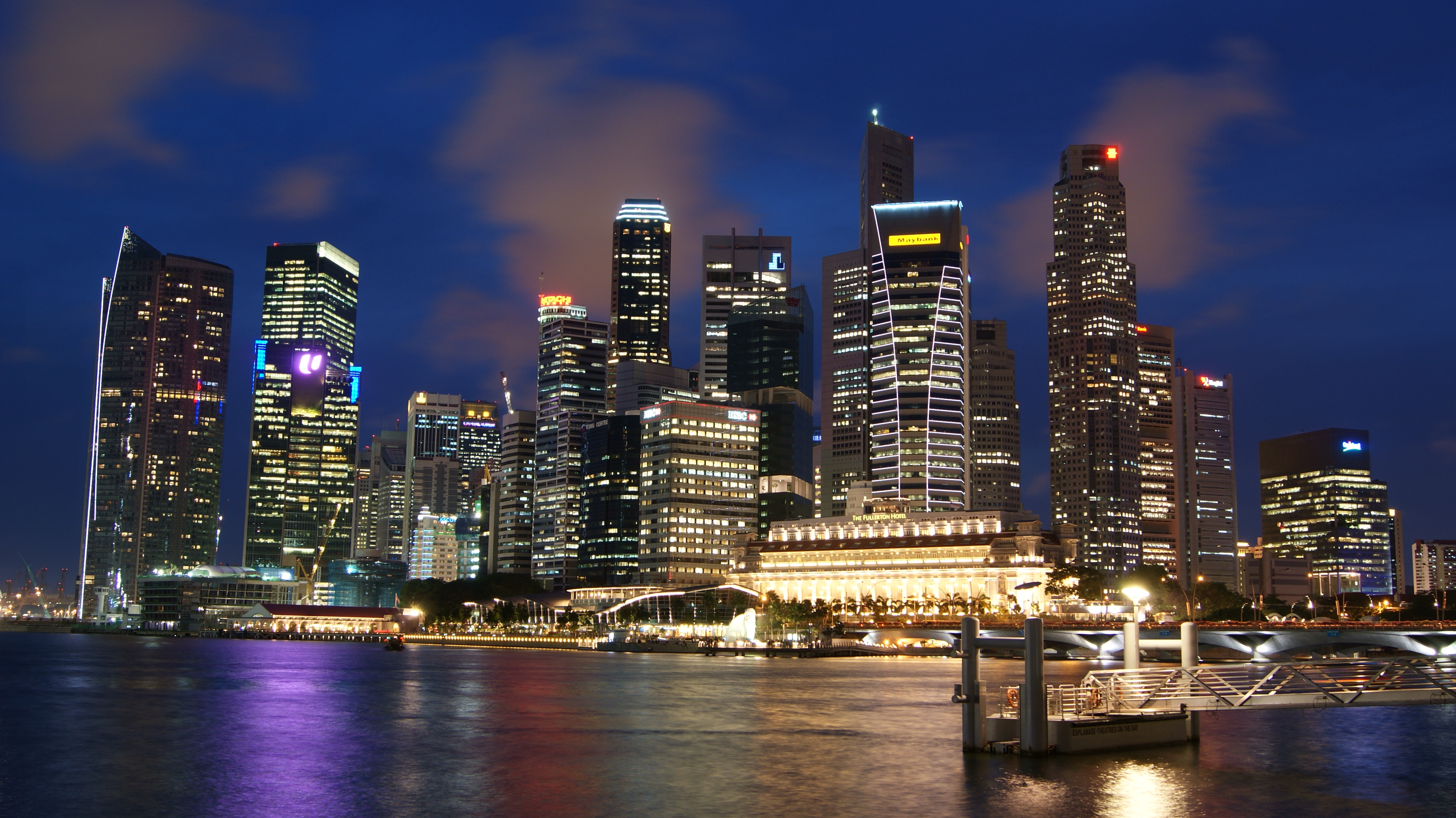
Một góc Singapore về đêm

Singapore là một thành bang ở Đông Nam Á. Với 5,2 triệu dân sống và làm việc trong lãnh thổ có diện tích chỉ khoảng 700 km², nước này là một trong những quốc gia có mật độ dân số cao hàng đầu thế giới, chỉ đứng sau Monaco. Trước thế kỷ 19, Singapore là một phần nhỏ bé của nhiều vương quốc khác nhau, bao gồm các vương quốc Srivijaya, Majapahit, Malacca và Johor. Từ 1826 đến 1942, Singapore là thủ phủ Các khu định cư Eo biển do Anh thiết lập tại vùng eo biển Malacca. Sau Chiến tranh thế giới thứ hai, Singapore trở thành một thuộc địa lẻ loi sau khi hai thuộc địa còn lại sáp nhập với nhau để thành lập Liên bang Mã Lai. Năm 1963, Singapore cùng Liên bang Mã Lai, Sabah và Sarawak thành lập Malaysia. Tuy nhiên, do hàng loạt vấn đề nảy sinh mà Singapore đã bị khai trừ khỏi liên bang vào năm 1965 và trở thành nước cộng hòa độc lập.
Sau ngày độc lập, Singapore nhảy vọt về kinh tế và trở thành một trong "Bốn con hổ châu Á". Cả hòn đảo có chức năng như một vùng đô thị. Bao quanh trung tâm thành phố là các đô thị vệ tinh, công viên, hồ chứa nước và khu công nghiệp, tất cả kết nối lẫn nhau qua hệ thống đường giao thông, đường cao tốc và tàu điện ngầm hiện đại. Singapore là nhà nước tập quyền và đơn nhất với quốc hội độc viện. Nước này cũng duy trì một lực lượng vũ trang đáng kể và mạnh tay chi tiêu cho quốc phòng. Singapore là thành viên của Liên Hợp Quốc, Khối thịnh vượng chung Anh và Hiệp hội các quốc gia Đông Nam Á.

### Thành Vatican

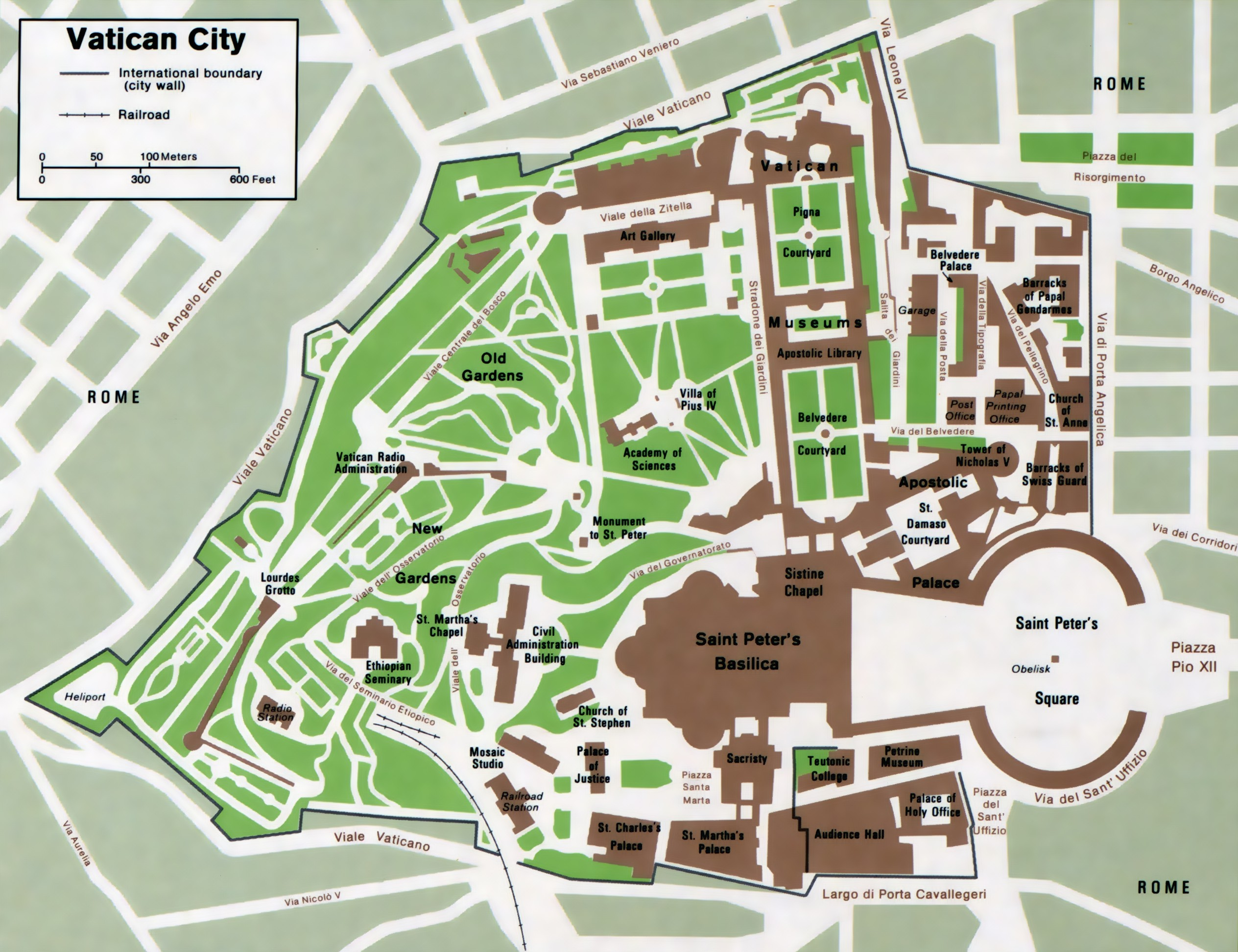
Bản đồ Thành Vatican

Cho đến năm 1870, thành phố Roma vẫn do Giáo hoàng kiểm soát như một phần của Lãnh thổ Giáo hoàng. Khi Vua Vittorio Emanuele II của Ý chiếm thành phố vào năm 1870, Giáo hoàng Piô IX từ chối công nhận Vương quốc Ý vừa thành lập. Do Piô IX không thể đi đâu mà lại không công nhận quyền hành của nhà vua nên ông và người kế vị đều tự tuyên bố xem mình là "Tù nhân trong Vatican" nên không thể rời nội phi địa (enclave) có diện tích 0,44 km² của Giáo hoàng một khi đã lên ngôi.
Thế bế tắc này được giải quyết vào năm 1929 nhờ Hiệp ước Latêranô giữa Vua Vittorio Emanuele III của Ý và Giáo hoàng Piô XI, dưới sự thương thuyết của nhà độc tài Benito Mussolini. Theo hiệp ước này, Vatican được công nhận là một nhà nước độc lập có nguyên thủ là Giáo hoàng. Thành Vatican có công dân riêng, có đoàn ngoại giao, có quốc kỳ và có tem thư. Đây được xem là quốc gia nhỏ nhất thế giới.

## Thành bang không độc lập
Một số thành phố hoặc khu vực đô thị dù không phải là các nhà nước độc lập nhưng vẫn hưởng quyền tự trị cao độ. Chúng là "thành bang" trong quốc gia có chủ quyền mà chúng thuộc về.

### Thành phố do quốc tế giám sát
(là thành bang tự trị hoặc bán tự trị)
- Thành phố tự do Danzig
- Bang tự do Fiume
- Tangier
- Vùng Klaipėda
- Lãnh thổ tự do Trieste: sau Chiến tranh thế giới thứ hai, Liên Hợp Quốc tìm cách biến Lãnh thổ tự do Trieste thành một thành bang. Tuy nhiên, thực thể này chưa bao giờ giành được nền độc lập thực thụ và từ năm 1954, lãnh thổ của nó bị Ý và Nam Tư chia chác.

### Thành phố do chính hội đồng địa phương làm chủ với tư cách coi thành phố là một quốc gia riêng mặc dù vẫn nằm trong chính quốc
- Công xã Paris (do những người công xã lãnh đạo và coi là một nhà nước riêng mặc dù trên thực tế Paris vẫn thuộc Pháp).
- Tây Berlin (từ 1945-1949 do quốc tế kiểm soát, sau 1949 tuy thuộc Tây Đức nhưng vẫn có tình trạng pháp lý riêng biệt chứ không hoàn toàn giống Tây Đức).

### Thành phố là bang cấu thành liên bang
Một số thành phố hoặc vùng đô thị là các bang cấu thành liên bang. Chẳng hạn như:
- Các thành phố hiến luật (astedader akababiwach) Addis Ababa và Dire Dawa của Ethiopia
- Bang Basel-Stadt của Thụy Sĩ (mặc dù gồm ba thị trấn).
- Các bang Berlin, Hamburg và Bremen (mặc dù gồm hai thành phố riêng biệt) của Đức
- Bogotá: quận thủ đô của Colombia
- Brasilia: Quận liên bang của Brasil
- Bruxelles của Bỉ
- Buenos Aires của Argentina
- La Paz của Bolivia
- Bang Melaka (còn gọi là Malacca) của Malaysia
- Các thành phố Moskva và Sankt-Peterburg của Nga
- Bang Viên của Áo

### Thành phố do liên bang quản lý
Một liên bang có thể có một hoặc nhiều thành phố do liên bang quản lý:
- Abuja: Lãnh thổ thủ đô liên bang của Nigeria
- Canberra: Lãnh thổ Thủ đô của Úc
- Delhi và Chandigarh: Lãnh thổ liên minh của Ấn Độ
- Islamabad: tức Lãnh thổ Thủ đô Islamabad của Pakistan
- Kuala Lumpur, Putrajaya và Labuan: Lãnh thổ liên bang của Malaysia
- Thành phố México: Quận liên bang của México
- Washington, D.C. của Hoa Kỳ

### Thành phố tự trị của quốc gia có nhà nước đơn nhất
Tại những quốc gia không tổ chức nhà nước theo mô hình chính quyền liên bang - tức là theo mô hình nhà nước đơn nhất - thì một số thành phố thi thoảng được hưởng quyền tự trị cao, chẳng hạn:
- Ceuta và Melilla của Tây Ban Nha
- Các đặc khu hành chính của Cộng hòa Nhân dân Trung Hoa:
  - Hồng Kông
  - Ma Cao

Do lịch sử lâu dài là thuộc địa của Đế quốc Anh và Đế quốc Bồ Đào Nha, cộng thêm chính sách độc đáo "Một quốc gia, hai chế độ" của Trung Quốc mà Hồng Kông và Ma Cao tiếp tục được hưởng quyền tự trị cao độ sau khi được trả về Trung Quốc. Hồng Kông theo hệ thống pháp luật Thông luật của Anh còn Ma Cao theo hệ thống luật dân sự Bồ Đào Nha. Cảnh sát, tiền tệ, ngôn ngữ chính thức, hệ thống bưu chính, hệ thống giáo dục,...đều khác biệt so với Cộng hòa Nhân dân Trung Hoa.
- Gibraltar: lãnh thổ của Vương quốc Liên hiệp Anh và Bắc Ireland
- Đại Luân Đôn: là một bộ phận của Vương quốc Liên hiệp Anh và Bắc Ireland, có thị trưởng riêng do bầu cử và có hội đồng nhờ được chuyển giao quyền lực.